# Francisco Lopes Chaves, 2.º barão de Santa Branca
Francisco Lopes Chaves, 2.º barão de Santa Branca (Jacareí, 9 de novembro de 1838 — Jacareí, 10 de julho de 1902), foi um nobre e político do Império do Brasil.

## Biografia
Filho do Comendador Francisco Lopes Chaves, 1.º barão de Santa Branca, e de Gertrudes de Carvalho Lopes Chaves, foi militante do Partido Conservador, pelo qual se elegeu vereador por duas legislaturas. Também foi nomeado Delegado de Polícia em 1886 e inspetor de Instrução Pública em 1887.
Ainda em 1887, como proprietário da Fazenda "Jaguary", concedeu a alforria incondicional a todos os seus 96 escravos, sendo o primeiro proprietário no município a libertar seus escravos.[carece de fontes?]
Foi, também, diretor da Companhia Industrial de Jacareí e Provedor da Santa Casa de Misericórdia nos períodos de 1876 a 1878, 1883 a 1884 e 1887 a 1902 , para a qual deixou em testamento dez ações da Companhia de Luz Elétrica Jacareiense, no valor de 100$000 (cem mil réis) cada uma.
O título de 2.º Barão de Santa Branca lhe foi concedido pela Princesa Imperial Regente, Dona Isabel, em 20 de fevereiro de 1888.